# 동카프리비
동카프리비는 1972년 부터 1989년까지 남서아프리카에 있었던 반투스탄으로 아파르트헤이트 정부가 수비야족의 자치지역으로 설치했었다.

## 같이 보기
- 반투스탄